# ماهیت فضا و زمان
ماهیت فضا و زمان (به انگلیسی: The Nature of Space and Time) کتابی است که مناظره علمی دربارهٔ فیزیک و فلسفه بین راجر پنروز و استیون هاوکینگ را مستند می‌کند. این کتاب توسط انتشارات دانشگاه پرینستون در سال ۱۹۹۶ منتشر شد. مناظره ای که در این کتاب آمده در سال ۱۹۹۴ در مؤسسه آیزاک نیوتن دانشگاه کمبریج رخ داد و از سلسله مناظرات بور-اینشتین الهام گرفته شده است.